# Alter Ego (Amanda Lear)
Alter Ego è un album della cantante pop francese Amanda Lear, pubblicato nel 1995 dall'etichetta discografica ZYX. L'album contiene " Peep!", sigla del programma televisivo omonimo che la cantante ha condotto in Germania.
L'album è stato prodotto da Michael Gordon.

## Tracce
CD (ZYX 20 375-2)
1. Alter Ego (Part 1) - 2:01 (Amanda Lear, M. Gordon, Michael Gordon)
2. Angel Love - 4:36 (Amanda Lear, Michael Gordon, Helmuth Schmidt, J. Jordan)
3. Love Me, Love Me Blue - 3:48 (Amanda Lear, G. Scalamogna)
4. Muscle Man - 4:15 (Amanda Lear, Michael Gordon, Helmuth Schmidt)
5. This Man (Dali's Song) - 4:34 (Amanda Lear, Michael Gordon)
6. Peep! - 3:56 (Amanda Lear, M. Gordon, Michael Gordon, Helmuth Schmidt)
7. Everytime You Touch Me - 3:43 (Amanda Lear, M. Gordon, Michael Gordon, Helmuth Schmidt)
8. On the Air Tonight - 3:34 (Peter Bardens)
9. Rien ne va plus - 3:46 (Amanda Lear, R. Costa, Helmuth Schmidt)
10. Go Go Boy (When I Say Go) - 2:01 (Amanda Lear, Michael Gordon)
11. Dance Around the Room - 4:04 (Peter Bardens)
12. I'll Miss You (Tornerò) - 3:34 (Amanda Lear, Helmuth Schmidt, C.Natili, M. Romoino, Ignazio Polizzy)
13. Alter Ego (Part 2) - 2:07 (Amanda Lear, M. Gordon, Michael Gordon)